# Psychoda quatei
Psychoda quatei is een muggensoort uit de familie van de motmuggen (Psychodidae). De wetenschappelijke naam van de soort is voor het eerst geldig gepubliceerd in 1967 door Sara & Salamanna.